# Graptoppia paraanalis
Graptoppia paraanalis är en kvalsterart som beskrevs av Subías och Rodríguez 1985. Graptoppia paraanalis ingår i släktet Graptoppia och familjen Oppiidae. Inga underarter finns listade i Catalogue of Life.